# Odeon-Quadrille
Odeon-Quadrille, op. 29, är en kadrilj av Johann Strauss den yngre. Den spelades första gången 13 juli 1846 i den stora danssalongen Odeon i stadsdelen Leopoldstadt i staden Wien.  

## Historia
Den 8 januari 1845 invigdes den enorma balsalen Odeon som var den största och mest eleganta dansetablissemanget som byggdes under Biedermeierperioden. Med sina mått på 144 meter X 33 meter var den till och med längre än höjden på Stefansdomen. Uppdraget att spela vid den festliga invigningen gick till Johann Strauss den äldre och hans orkester. Han komponerade sin Odeon-Tänze (op. 172) till tillfället. Odeons stora balsal kunde ta in upp till 8000  personer och en orkester på 80 musiker. Men i likhet med samtidens nya, luxuösa nöjesetablissemang kom publiken inte längre från olika klasser: i mitten av 1840-talet hade majoriteten av Wiens befolkning inte råd med sådana nöjen. Danssalongens historia blev kortlivad: den 28 oktober 1848 brändes den ned av polska soldater under revolutionsåret 1848 och byggdes aldrig mera upp.

## Om kadriljen
Speltiden är ca 5 minuter och 17 sekunder plus minus några sekunder beroende på dirigentens musikaliska tolkning.